# Rouben Mélik
Rouben Mélik-Minassiantz, né le 14 novembre 1921 à Paris 18e, et mort le 21 mai 2007 au Kremlin-Bicêtre, est un poète français d'origine arménienne.

## Biographie
Son père, Levon Mélik-Minassiantz, arrive en France avec sa famille en 1883, à l'âge de cinq ans. Il est issu d'une famille d'orfèvres arméniens anoblis à la cour du Shah de Perse (Mélik : prince en persan). Levon est prisonnier de guerre pendant la guerre de 1914-1918. La mère de Rouben, Eraniak (espérance en arménien), professeur en Géorgie, accompagne son mari en France après son mariage en 1920. La famille, qui bénéficie d'une certaine aisance, s'installe à Montmartre (XVIIIe arrondissement), quartier où naît Rouben l'année suivante.
L'apprentissage de deux langues a probablement exercé une influence déterminante sur le langage poétique de Rouben, rigoureusement attaché au plus pur français, mais partagé aussi, comme le titre de son dernier recueil l'évoque (En pays partagé, 2000).

« Ce pays que j'accueillis à ma naissance et qui forma le fond de toile de mon existence, roula dans mon esprit des rêves et des réalités dont je ne sentis la lourde présence que lorsque, pour la première fois, je pus entendre les lointaines berceuses chantées en une langue aux sonorités captivantes et pus saisir de mes mains les voiles insoumis des danseuses foulant à leurs pieds des siècles de domination et de servitude, de désespoir et de fatalité […] Plus tard, autour de la table familiale, au retour des rendez-vous de l'adolescence, aux terribles instants des examens, la présence du pays dominait ma mémoire, dominait ma tristesse, dominait mes joies et mes espoirs. »

Rouben fréquente les classes élémentaires du lycée Rollin. Il est de santé fragile : il subit les attaques d'une maladie qu'on qualifiera plus tard de fièvre méditerranéenne, avec laquelle il devra apprendre à vivre de très longues années. Cette maladie exacerbe probablement sa sensibilité et favorise sa compréhension de la souffrance des autres.
À partir de la crise de 1929, l'aisance fait place à des difficultés financières.
Malgré tout, le sentiment d'une enfance heureuse domine dans les souvenirs de Rouben Melik, enfance marquée par les comptines de sa mère et les livres.

### Premiers maîtres
Au lycée Rollin (aujourd'hui lycée Jacques-Decour, Paris), Rouben Melik étudie l'allemand avec Daniel Decourdemanche, le futur Jacques Decour (1910-1942). Rouben Melik dit de lui : « Decour était un créateur inspiré. Il enseignait généreusement, faisait éclore la connaissance, suscitait la compréhension. Il n'y avait ni maître ni élèves, mais une classe partageuse et vibrante. […] Decour m'a donné le goût du langage, de la sonorité et de la musicalité de la langue, l'allemande, la française, et je l'entends toujours réciter le lied de Heine qu'il traduisait pour nous ». Chez Rouben Melik, l'héroïne de ce lied célèbre en Allemagne, Die Lorelei deviendra Madame Lorelei, dans un poème publié en 1949 et dédié à son professeur :
Aujourd'hui cinq janvier mil neuf cent trente-six,

Rouben Melik, élève appliqué de troisième,

En classe d'allemand, dans des morceaux choisis,

A rencontré MADAME LORELEÏ Poème.
En classe de terminale, son professeur de philosophie est Ferdinand Alquié ; il a également profondément marqué le jeune lycéen. Il lui fait découvrir la philosophie, la poésie surréaliste, Paul Éluard. Il conforte Rouben dans son orientation poétique. Rouben Melik dit de sa culture poétique qu'elle vient beaucoup des livres d'école et surtout des anthologies :

« Un peu désordonné, passant d'un siècle à l'autre avec beaucoup de facilité, mais c'est là où j'ai trouvé ma nourriture et mes choix des poètes […] C'est une approche naïve de la poésie et non pas seulement professorale, non pas doctorale. »

C'est à cette époque que Mélik écrit ses premiers poèmes.

### La guerre et l'engagement politique
Que disait-il cet homme à la fin que l'on tue

Et qui restait debout sous l'injure et les coups

Qu'avait-il donc à rire avec ce rire avec ce rire fou

À regarder plus loin que le coin de la rue
Au printemps 1940, Rouben Melik part : « « La souffrance… La Torture… Notre époque a été marquée par les Oradour et on a vraiment senti en nous sans avoir été personnellement atteint dans sa chair, on a vraiment senti la peur ». Il passe l'examen en septembre et s'inscrit à la Faculté des Lettres de la Sorbonne, où il suit les cours de Gaston Bachelard ; il suit aussi ceux de Paul Valéry au collège de France.
Dès juillet 1940 à la Sorbonne, circulent des textes et des tracts contre la collaboration, signés par l'Union des étudiants et lycéens communistes.
Son ami Olivier Souef est arrêté en novembre 1940 ; il mourra en déportation à Auschwitz en 1942. L'Université, les étudiants et les professeurs sont sous haute surveillance. Il fallait « mettre au pas l'intelligence française ».
Rouben Mélik, aux côtés d'autres poètes déjà connus et engagés - Louis Aragon, Robert Desnos, René Char, Max Jacob et Paul Éluard, avec lequel il se lie d'amitié - trouve dans la poésie l'expression de la Résistance. « Pour ces jeunes gens, écrire un poème c'est faire acte d'individualité et de liberté, donc de résistance […], avec des poèmes qu'on s'échange […] comme des mots de passe ».
En 1940-1941, Rouben Mélik publie Variations de Triptyques ; il écrit aussi des poèmes diffusés clandestinement sous forme de tracts. La censure allemande refuse la publication du recueil Accords du monde et il lui est interdit de faire une conférence sur la poésie à l'Université en 1941.
En 1942, il adhère au Parti communiste. La même année, Jacques Decour est arrêté et fusillé. Il a contribué à l'engagement de Rouben aux côtés des communistes. Mélik perd aussi une amie de la faculté des Lettres, la jeune fille est morte à Auschwitz.

En 1942, il rencontre sa muse, Ella Kurdian. Immigrée de Turquie à l'époque du génocide arménien, elle gagne sa vie en cousant et apprend la sculpture à l'École des Beaux-Arts de Paris. De leur première rencontre Rouben dit : 

« La première fois que je l'ai vue, dans une soirée de jeunes arméniens, elle était tellement belle, marchait comme une reine, mystérieuse, lointaine et semblait flotter au-dessus de tous. »

En 1942, Rouben Mélik échappe au Service du travail obligatoire, mais doit servir l'administration. À la Préfecture de la Seine, il subtilise des documents et des fichiers afin qu'ils ne tombent pas aux mains de l'occupant.
Nombre d'Arméniens, contraints à s'expatrier à la suite du génocide commis par le gouvernement turc en 1915, se trouvent intégrés en France au monde du travail et, de ce fait, aux mouvements syndicaux et politiques tels que la MOI, d'obédience communiste.

Rouben Mélik est en contact avec les résistants arméniens et les FTP (Francs Tireurs Partisans) dans le sillage du groupe Manouchian. Pierre Seghers donne son témoignage sur Rouben Mélik : 

« Parce qu'il était en ce temps-là, à vingt-deux ans poète débutant, la romancière et poétesse Lass (Louise Aslanian) — morte au camp de Ravensbrück en 1944 — et qui fut la responsable de Rouben Mélik dans la Résistance, avait donné à celui-ci comme nom de clandestinité "Musset" »

.
Rouben Mélik se rendra chaque année à la commémoration du 21 février 1944, jour où les Résistants du groupe Manouchian ont été fusillés au Mont Valérien. Il fera publier aux Éditeurs français réunis le livre Manouchian écrit par Mélinée, l'épouse de Missak Manouchian.
En 1944, il est membre du Comité de Libération du 18e arrondissement de Paris aux côtés des communistes et, en 1945, l'un des fondateurs de la Jeunesse arménienne de France regroupant les associations arméniennes issues de la Résistance ; il en est le premier secrétaire national et dirige le journal Arménia.

### Une vie professionnelle au service de la poésie
Ella et Rouben Mélik se marient le 24 juin 1944. Dans leur appartement de Montmartre, ils reçoivent beaucoup : les amis d'enfance, les poètes, les artistes, la « famille » de la communauté arménienne et cette autre famille des amis politiques.
Après la guerre, Mélik est rédacteur à la revue Regards. Ella est costumière pour le théâtre. De 1954 à 1970, Rouben Mélik obtient un emploi stable au ministère des Affaires culturelles, à la Caisse nationale des Lettres, qui attribue aides et subventions aux écrivains et éditeurs.
À la radio (ORTF), pendant une vingtaine d'années, ses chroniques littéraires hebdomadaires sur la poésie sont diffusées sur France Culture. « Par la voix, Rouben défendait les poètes oubliés injustement, autant que les contemporains. Mais il fustigeait les faussaires, ceux qui prônent la page blanche et se livrent à des performances au relent de siècle passé ».
De 1971 à 1981, il est directeur littéraire de la maison d'édition Les Éditeurs français réunis (EFR, plus tard, Messidor, Temps Actuels), dirigée par Madeleine Braun, où il est responsable de la collection « La Petite Sirène ».
En 1973 paraît l'Anthologie de la poésie arménienne, sous sa direction aux EFR. Une douzaine de poètes français y travaillent, à partir de traductions littérales, en collaboration avec des écrivains d'Arménie.

### L'ailleurs, à la rencontre des autres poètes
Rouben Mélik découvre l'Arménie de ses ancêtres en 1968. Il y retourne souvent jusqu'en 2003. Il voyage en Belgique (les rencontres de poésie de Knokke-le-Zoute), au Luxembourg, au Liban, dans l'ex-Yougoslavie (le festival de poésie de Sarajevo), en Bulgarie, en Lituanie, en Asie centrale. Ses poèmes sont traduits en russe, arménien, anglais, allemand, bulgare, serbo-croate (bosniaque), italien, espagnol et arabe.
En France, il participe à de nombreuses rencontres de poésie. Il y retrouve des éditeurs (Pierre Seghers, René Rougerie…) et des amis poètes (Alain Bosquet, Jean-Claude Renard, Charles Dobzynski, Jean Follain, Eugène Guillevic, Jean L'Anselme, Robert Sabatier, Marc Alyn…).

### Rouben Mélik, «Le tisserand des vers»
Rouben dit de son travail d'écriture :

« Je crois de plus en plus en me relisant, en revoyant les choses qu'il y a un aspect architectural qui est très propre au peuple arménien. Il y a une volonté une alliance avec la pierre en Arménie. Il y a dans ma façon de m'approcher du verbe cette façon de s'approcher de la pierre. C'est de la tailler, tailler le verbe et de composer le verbe, composer le poème. Le surréalisme m'a apporté énormément et n'y a-t-il pas de ces images surprenantes dans ce que les Arméniens appellent la pierre : les pierres tombales sculptées jusqu'à l'infini et pour moi le langage c'est aussi ça, c'est aller jusqu'à l'infini dans la sculpture du langage. Toute ma vie j'ai cherché à faire de l'alexandrin un instrument de travail que je mène à ma guise, à ma façon. »

Charles Dobzynski analyse la poésie de Mélik : « rien de plus fertile que cette double filiation, à partir de quoi l'on ne se sent totalement soi-même qu'à travers les autres et dans le don de la fraternité. »

Son écriture a été définie par un classicisme recomposé, revisité, utilisant les alexandrins, les octosyllabes ou les vers de six pieds : 

« Cette écriture poétique, si structurée et orchestrée polyphoniquement, n'a jamais dévié vers la facilité ou l'anecdotisme ni vers le tout venant de la rhétorique qui pourtant risquait de l'investir. Elle a trouvé son accomplissement dans l'excès et dans la rigueur: dans l'excès par le foisonnement de l'invention prosodique, dans la rigueur par le strict contrôle de ses exubérances. Poésie politique, poésie légendaire, poésie amoureuse, s’entrelacent illuminées par la même flamme, à hauteur de vue et de vie. »

Rouben Mélik suit Ella dans la mort dix ans plus tard, un matin de mai 2007 au Kremlin-Bicêtre. Ils sont enterrés au cimetière de L'Haÿ-les-Roses.

### Hommage
« Te voilà mort, Rouben Melik, mais deux mois avant tu étais venu me dire adieu à la Halle Saint Pierre, où un spectacle m'était consacré. […] Saint Pierre a dû ensuite te laisser les clés. Te voilà "Veilleur de Pierre". […] "Son enterrement fut un vrai opéra. Sa voix majestueuse comme tombée des cintres, amplifiée par un micro, accompagnait son cercueil et la marche funèbre de ses amis. Rouben Melik revivait dans notre mémoire, tragique à son habitude, avec son lyrisme qui a fécondé sa poésie pendant toute son existence. […] Toute sa poésie fut empreinte d'humanité tragique […]. »

— Jean L'Anselme, Jointure, 2007

### Prix et distinctions

#### Prix
- Prix Guillaume Apollinaire pour Passeurs d'horizons en 1948
- Prix de la langue-française de l’Académie française en 1962 pour Le veilleur de pierre
- Prix Antonin-Artaud et prix Pierre-de-Régnier de l’Académie française pour Le Chant réuni en 1967
- Prix de la Société des Gens de Lettres pour Ce corps vivant de moi en 1976
- Grand Prix de Poésie de la SGDL (Société des gens de lettres) pour l'ensemble son œuvre en 1984
- Prix de la ville de Paris pour l'ensemble de son œuvre et son action dans la Résistance en 2006

#### Distinctions
- Officier de l'ordre des Arts et des Lettres en 1963
- Sociétaire de la Société des gens de lettres
- Membre du jury du prix Apollinaire
- Membre de l'Union internationale des critiques littéraires

## Publications (poèmes)
- Variations de triptyques, Les Cahiers de France (1941)
- Accords du monde, Debresse (1945)
- Passeurs d'horizons, Journal des Poètes (1948)
- Madame Lorelei avec un dessin d'Edgar Melik, Réclame (1949)
- À l'Opéra de notre joie, Seghers (1950)
- Christophe Colomb, S.N.E (1952)
- Lynch, avec des dessins d'O. Harrington, Seghers (1954)
- Où le sang a coulé, avec un dessin de Jansem, Seghers N.E.D (1955)
- Le temps de vie, Rougerie (1957)
- Le chant réuni, choix de poèmes, Seghers (1959)
- Le veilleur de pierre, avec une gravure d'Abram Krol, Oswald (1961)
- Saisons souterraines, avec une gravure et des dessins d'Henri Espinouze, Rougerie (1962)
- Le poème arbitraire, avec une gravure d'Orlando Pélayo, Rougerie, (1966)
- Le chant réuni II, choix de poèmes, Seghers (1967), prix Pierre de Régnier de l'Académie française
- Ce corps vivant de moi, avec des dessins d'Abram Krol, Temps Actuels, coll. « La Petite Sirène » (1976)
- Christophe Colomb, avec une gravure et des dessins d'Abidine, tirage en sérigraphie, Qui Vive (1983)
- La Procession - Poésies 1942-1984, Messidor / Temps Actuels et Rougerie (1984)
- L'ordinaire du jour, avec une gravure de Robert Groborne, Motus (1989)
- Ce peu d'espace entre les mots, avec dessin et gravure de Carzou, Europe Poésie / Écrits des Forges (1989)
- Un peu de sel sous les paupières, avec une gravure d'Abram Krol, Rougerie (1996)
- En pays partagé - Poèmes 1989-1994, avec des dessins d'Eugénie Ajamian, Le Temps des cerises (2000)